# وقت المغامرة
وقت المغامرة (بالإنجليزية: Adventure Time) (بالأصل بعنوان: وقت المغامرة مع فين وجايك) هو مسلسل رسوم متحركة أمريكي يتألف من عشرة أجزاء من تأليف بيندليتون وارد لكرتون نتورك. المسلسل يتتبع مغامرات فين (صوت جيريمي شادا) وهو صبي بشري، في عالم ما بعد الحرب النووية، وأفضل أصدقائه وأخوه بالتبني جايك (صوت جون ديماغيو)، وهو كلب يملك قوى سحرية لتغيير الشكل والحجم عندما يريد، يعيش فين وجايك في «أرض أوو». يستند المسلسل على فيلم قصير من إنتاج فريديراتور ستوديوز لنكلوديون. بعد فترة قصيرة أنتشر كالـفيروس على شبكة الإنترنت، اختارت كرتون نتورك الأمر لسلسلة كاملة التي كان لها المعاينة في 11 مارس، 2010 وأول مرة رسميا في 5 أبريل 2010 وعُرِضت آخر حلقاته يوم 3 سبتمبر عام 2018. تم تصنيف هذه السلسلة TV - PG (تشاهد ضمن الفئة العمرية ما فوق 12 سنة وتحتوي على مشاهد عنف خيالي).
كانت السلسلة ناجحة تجاريًا بالنسبة لكرتون نتورك من ناحية نسب المشاهدة وحازت على قاعدة جماهيرية كبيرة من المعجبين والمشاهدين فوصل عدد مشاهدي بعض الحلقات في النسخة الإنجليزية إلى الثلاثة ملايين وهو رقم قياسي بالنسبة لسلسة موّجهة بصورة أساسية للأطفال حيث أنها لاقت متابعةً كبيرة بين المراهقين والبالغين، ونالت السلسلة مراجعات إيجابية عموماً من قبل النقاد وفازت بالكثير من الجوائز ومنها ثمانية جوائز إيمي برايم تايم وثلاثة جوائز آني وجائزة بيبودي وجائزتي أكاديمية بريطانية تلفزيونية للأطفال وجائزة بيكسل وجائزة مجلة كيرانغ! وغيرها الكثير.

## الإنتاج

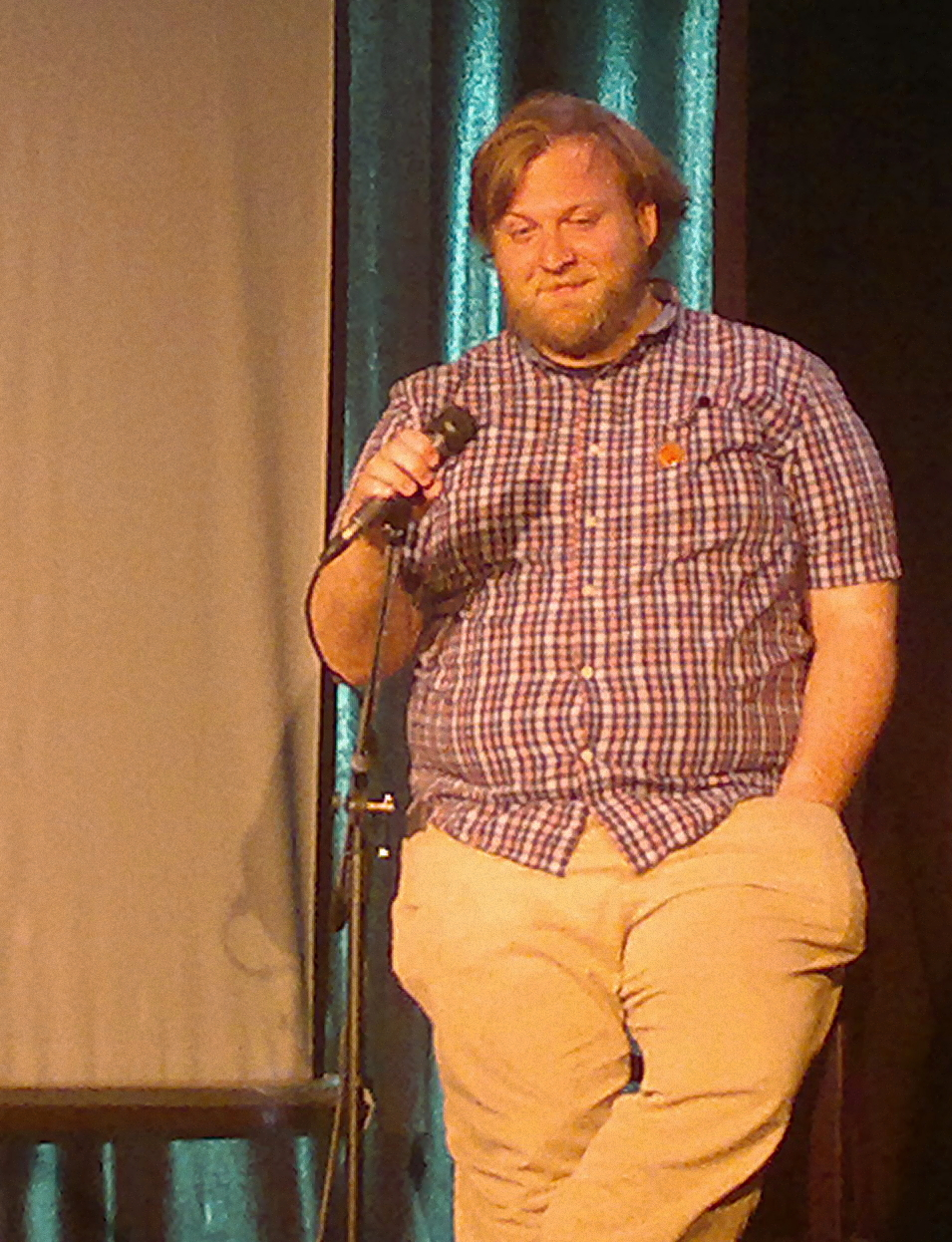
بيندليتون وارد مبتكر وقت المغامرة.

عقب الرسوم متحركة القصير، أنشأت فريديراتور ستوديوز سلسلة وقت المغامرة لنكلوديون، ثم إتفقت استوديو كرتون نتورك، مع المنشأ والمبتكر بيندليتون وارد تقديم لهم القصة المصورة في وقت مبكر لـ "Enchiridion"، تبين أنه يمكن توسيع الفرضية في السلسلة مع الحفاظ على عناصر من المسلسل القصيرة الأصلي مثل: الشعارات المضحكة والرقصات، ولحظة القبلة المحرجة مع الأميرة و«لحظة أبراهام لينكولن» في أول حلقة جرى بثها (الحلقة التجريبية). ثم أعطت كرتون نتورك مع بعض التعديلات في الرسم الضوء الأخضر للموسم الأول في سبتمبر عام 2008، وتم إنتاج الحلقة الأولى.

## المواسم

### الموسم الأول
وقت المغامرة (الموسم الأول) هو أول موسم من مسلسل الرسوم المتحركة الأمريكي «وقت المغامرة» بدأ عرضه الأصلي على قناة كرتون نتورك (الولايات المتحدة الأمريكية) في 5 أبريل 2010م وانتهى في 27 سبتمبر 2010، بعدها عُرض في عام 2011 على قناة كرتون نتورك بالعربية يتألف الموسم الأول من وقت المغامرة من 26 حلقة.

### الموسم الثاني
هو ثاني موسم من مسلسل وقت المغامرة بدأ عرضه الأصلي على كرتون نتورك (الولايات المتحدة الأمريكية) بدأ في 11 أكتوبر 2010 وانتهى في 9 ماي 2011 بعدها بدأ عرضه على قناة كرتون نتورك بالعربية في اكتوبر 2011 ويتألف هذا الموسم من 26 حلقة كما في الموسم الأول

### الموسم الثالث
الموسم يتبع مغامرات فين، ولد بشري، وأفضل صديق له وشقيقه بالتبني جيك، كلب مع قوى سحرية لتغيير الشكل والحجم في الإرادة. فين وجيك يعيشون في الأرض بعد المروع من إنفست، حيث تتفاعل مع الشخصيات الرئيسية الأخرى للعرض: أميرة العلكة، ملك الجليد، مارسيلين ملكة مصاصي دماء، أميرة الفضاء الوعر، وبيمو.
الحلقة الأولى من الموسم، «غزو اللطفاء» شاهده 2686000 مشاهد. هذا إيذانا زيادة في المشاهدين كرتون نتورك بالمقارنة مع بداية الموسم الماضي. أنهى الموسم مع التشويق، «الحريق» التي تم حلها في بداية الموسم الرابع. وكان في استقبال الموسم مع الاستقبال النقدي إيجابية إلى حد كبير. وبالإضافة إلى ذلك، تم ترشيح عدة حلقات والكتاب للحصول على الجوائز. رشح حلقة «شكرا» لجائزة آني وكذلك جائزة في مهرجان صندانس السينمائي. «صغيرة جدا» رشح ل جائزة إيمي. الفنان القصة المصورة ريبيكا شوغر ورشح أيضا لجائزة آني.
وشهد هذا الموسم سلسلة تنمو والتقدم، وشارك فيها لأول مرة من فيونا وكايك شعبية الحلقات، وكذلك كانت هذه المرة الأولى كان هذا المحتوى المقدم مروحة طوب. وأشار وارد أيضا أن الفنانين القصة المصورة أثرت على لهجة الشاملة للعرض، ونقله نحو أمور أكثر غرابة والروحية. وقد ألف الموسم وكتبه داو كاستويرا، توم هيربيتش، آدم ألتر، ريبيكا شوغر، جيسي موينيهان، بيرت يونغ، كينت أوزبورن، Somvilay Xayaphone، بيندليتون وارد وطاش أعجل، في حين يتم إنتاجها من قبل استديوهات كرتون نتورك واستديوهات فريديراتور. وأطلقت العديد من أقراص الفيديو الرقمية التي تحتوي على تجميع حلقة من الموسم بعد انتهاء الموسم بث. تم الإفراج عن مجموعة موسم كامل في 25 فبراير 2014 على DVD وبلو راي.
الموسم يتبع مغامرات فين، وهو ولد بشرى، وجيك أفضل صديق له، كلب مع قوى سحرية لتغيير الشكل والنمو والتقلص بإرادته. فين وجيك يعيشون في أرض أوو العجيبة. خلال مغامراتهم، يتفاعلون مع الشخصيات الرئيسية الأخرى في العرض:
- أميرة العلكة
- ملك الجليد
- مارسيلين ملكة مصاصي الدماء

الحلقة الأولى من الموسم، «غزو الظرفاء» شاهدها 2,686 مليون مشاهد. هذا وقد حققت زيادة في مشاهدي قناة كرتون نتورك مقارنة ببداية الموسم الماضي. انتهى الموسم بتشويق بحلقة «الحريق»، التي تم حلها في بداية الموسم الرابع. وقد تم استقبال الموسم بنقد إيجابي كبير. وبالإضافة إلى ذلك، العديد من الحلقات والكتاب تم ترشيحهم للحصول على جوائز. حلقة «شكرا» تم ترشيحها لجائزة آني وكذلك رشحت لجائزة في مهرجان صاندانس السينمائي. كما أن حلقة «صغيرة جدا» رُشحت لجائزة إيمي. تم ترشيح فنانة القصص المصورة ريبيكا شوجر أيضا لجائزة آني.
وشهد هذا الموسم نمو وتقدم المسلسل، باستقبال الحلقة الأولى من حلقات فيونا وكيك المشهورة، وكذلك هي المرة الأولى التي صرح فيها المعجبون أن المحتوى كان وهمي. وأشار وارد أيضا أن فناني القصص المصورة أثروا على اللهجة الشاملة للعرض، ونقله نحو أمور أكثر غرابة وروحية. والموسم تم تمثيله وكتابته من قبل اكوا كاستويرا، توم هيربيش، آدم موتو، ريبيكا شوجر، جيسي موينيهان، بيرت يون، كينت أوزبورن، سومفيلاى اكسايافون، بندلتون وارد، وناتاشا اليجري، أثناء إنتاجه من قبل استوديوهات كرتون نتورك واستديوهات فريدراتور. تم إصدار العديد من أقراص الفيديو المدمجة للتجميع التي احتوت على حلقات من الموسم بعد انتهاء بث الموسم. كما تم إصدار مجموعة الموسم الكامل في 25 فبراير 2014 على دي في دي وبلو راي.

### الموسم الرابع
```
يتبع مغامرات فين، صبي الإنسان وأفضل صديق له والأخوي 
بالتبني جيك
، وكذلك كلب يتمتع بالقوى السحرية لتغيير الشكل والحجم في الإرادة. فين وجيك يعيشان في ما بعد المروع أرض أوو، حيث تتفاعل مع الشخصيات الرئيسية الأخرى في المعرض:
```

- الأميرة الزاهي
- الملك الجليد
- مارسيلين مصاص الدماء
- الملكة لومبي
- الأميرة، بمو

### الموسم التاسع
لأول مرة هذا الموسم التاسع من وقت المغامرة، وهو المسلسل التلفزيوني المتحركة الأمريكية التي أنشأتها بيندليتون وارد، على شبكة الكرتون في 21 أبريل 2017. تم إنتاج الموسم الكرتوني في استوديوهات كرتون نتورك وفريديراتور ستوديوز. الموسم يتبع مغامرات فين، ولد بشري، وأفضل صديق له وشقيقه بالتبني جيك، كلب مع قوى سحرية لتغيير الشكل والحجم في الإرادة. فين وجيك يعيشون في الأرض بعد المروع من إنفست، حيث تتفاعل مع الشخصيات الرئيسية الأخرى في المعرض: أميرة العلكة، ملك الجليد، مارسيلين ملكة مصاصي الدماء، أميرة الفضاء الوعر وبيمو وأميرة النار.

### الموسم العاشر
هو الموسم الأخير من السلسة وعرضت على شكل أربع حلقات أخيرة تحت اسم "Come along with me" أو «تعالوا معي» وهذا العنوان مأخوذ من أغنية شارة الختام.

## الشخصيات

### الأبطال
- فين البشري (مؤدي الصوت: جيريمي شادا) يبلغ من العمر 13 سنةً (كان يبلغ 12 عشر سنةً حتى حلقة "القطار الغامض") هذا الصبي البشري لا يحب شيءًا أكثر من الذهاب إلى المغامرة وإنقاذ. يرتدي قبعة ("التي تغطي شعره الأشقر الطويل جدا والذي قام بأعطائها للمرأة العجوز الصلعاء في الحلقة "قص شعر فتاة"). لديه الرغبة في المغامرة، وسوف يساعد أي شخص في حاجة إليه (باستثناء ملك الجليد)، وقال انه يعاني من متاعب في الحالات التي تتطلب منه القيام بأشياء أخرى مثل مقاتلة وحشين. بسبب الحادث الذي ابتلع فيه جهاز كمبيوتر صغير، وقال انه يغني بصوت جميل، يعتقد فين أنه الفتى البشري الوحيد في أرض أوو، وهو البطل الرئيسي للعرض، في حلقة "ذكرى الذكرى" حلقة تظهر ذكريات الصبي فين ومنزله القديم الذي عاش فيه في الماضي، ويعتقد أنه منزل والدي جايك بسبب صور الكلاب الصفراء على الجدران، وهكذا رُبّي فين بواسطة الكلاب.
- جايك الكلب (مؤدي الصوت: جون ديماغيو) هو أفضل صديق لفين وكلب يمتلك قوى سحرية تسمح له بالتمدد أو التقلص إلى أي شكل وحجم يريده. وهو يبلغ مع العمر 28 سنة، جيك يتخذ موقفا مسترخي في معظم الحالات، ولكن يحب المغامرة وسيقاتل عندما يحتاج إليه شخص ما. كما أنه زوج السيدة ألوان، الذين التقى بها في المشروع التجريبي. مهامه تتظمن مساعدة فين في القتال ونقله إلى الأماكن البعيدة، ولكن يستخدم أيضا في بعض الأحيان أشكال الفرحة والظرافة. وهو ماهر جدا في العزف على الكمان.

### الشخصيات المتكررة
- أميرة العلكة (مؤدية الصوت: هايدين والش) هي مزيج من العلكة الوردية والحمض النووي البشري. أميرة مملكة الحلوى سكانها يتكونون أيضا من الحلوى المسحورة التي تحب الحفلات، وهي بروفيسورة في مجال العلم والطاقة وهي تروق لفين، لكن غير راغبة في الاعتراف بذلك، على الرغم من أن في حلقة «الحركة الحمقاء المميتة»، قال انه يعترف في النهاية إلى أن الأميرة تروق له «كثيرا»، في حين انها من النوع المهذب والهادئ، لكن يمكن أن تكون قوية عند الاستفزاز. وقالت انها تهتم بفين حين اعطته السترة لتبقيه دافئً في نفس الحلقة.
- ليدي (السيدة ألوان) (مؤدية الصوت: نيكي يانغ) هي كائن نصفه قوس قزح، ونصفه الآخر وحيد القرن، وهي رفيقة أميرة العلكة، حبها للكمان جعلها زوجة جايك. تستطيع تحويل الأشياء والناس إلى ألوان مختلفة. وهي تتكلم الكورية فقط.
- ملك الجليد (مؤدي الصوت: توم كيني) اسمه الحقيقي «سايمون» هو بشري أراد اكتشاف بعض الأشياء إلى ان اشترى من عامل مرفأ عجوز في شمال اسكندنافيا تاج الجليد فتغيرت حياته وهجرته خطيبته (بيتي) بسبب تصرفاته الغريبة فأصبح لونه أزرق ونمت له لحية، وأصبح بإمكانه التحكم بالثلج والجليد وتجميد الأشياء.
- مارسيلين (مؤدية الصوت: أوليفيا أولسون)ملكة مصاصي الدماء موطنها الأصلي هو «عالم الظلام» تعيش في كهف كما أنها تحب امتصاص اللون الأحمر أحيانا بدل الدماء تحب الغناء ولديها جيتار فأس كما يمكنها التحول إلى خفاش وقد يكون هذا الخفاش عملاقا أحيانا يمكنها الطيران والتخفي والتحكم بالأموات وهي صديقة ملك الجليد وهو رباها في صغرها قبل 996 سنة كما ظهر في ذكرياتها في حلقة «سايمون ومارسي».
- أميرة اللهب (أميرة النار) (مؤدية الصوت: جيسكا ديكيتشو) هي أميرة مصنوعة من النار اسمها الحقيقي فيبي، كان أول ظهور لها في آخر حلقة من الموسم الثالث «حلقة الحريق» حيث ذهب جيك ليبحث عن حب لفين بعد أميرة العلكة وأحداث كان متصلة بالحلقة الأولى من الموسم الرابع هي فتاة شريرة ولكن فين لايصدق هذا الأمر والدها ملك مملكة النار وفي الموسم الخامس سوف تحتجز والدها وتتولى الحكم مع «سينامون بان» الا ان حبها مع فين لا يعود كالسابق بما جرحها وكذب عليها في حلقة «معركة الحلم»
- بيمو (BMO) (صوت: نيكي يانغ،[8] سيلفانا فلفلة في النسخة العربية)، روبوت حساس له شكل نظام ألعاب فيديو يعيش مع فين وجايك[9] بيمو ليس بذكرٍ ولا بأنثى. حيث اُستخدم في النسخة الإنجليزية الأصلية كل من الضمير «هو» وورد المصطلح «سيدتي» للإشارة إلى بيمو.[9] كما يمتلك بيمو ميزات لأدوات منزلية أخرى، مثل منفذ كهربائي محمول ومشغل موسيقى وكاميرا وساعة منبه ومصباح كاشف ومشغل فيديو. وفي حين يمثل بيمو مصدر تسلية لفين وجايك بألعاب الفيديو، فإنه لا يزال صديقاً مقرباً وكلاهما يُعاملانه بمساواة.[9]

## الأصوات العربية
- أحمد أبو علي - جايك (الموسمين الأول والثاني)
- داني بستاني - فين (الموسمين الأول والثاني)
- سيلفانا فلفلة - بيمو، أميرة النار (الصوت الثاني)، مارسلين (في إحدى الحلقات)، بيشن (الصوت الثاني)، أميرة الطين
- مريانا خليل - أميرة العلكة (المواسم الثالثة)
- سعد حمدان - أميرة الفضاء الوعر (الصوت الثاني)، ليمون غراب (الصوت الثالث)، رجل السحر (الصوت الأول)، والد جايك (الصوت الثاني)، جيرمين (الصوت الثاني)، بيلي (الصوت الثاني)
- جورج دياب - ليمون غراب (الصوت الأول)، ملك الجليد، تي في (الصوت الأول)، والد جايك (الصوت الأول)، ليتش
- ربيع بحرصافي - دوق الفستق، أميرة الفضاء الوعر (الصوت الأول)، بيلي (الصوت الأول)، جيرمين (الصوت الأول)
- إبراهيم ماضي - رجل السحر (الصوت الثاني)، تي في (الصوت الثالث)، نيبترن، الملك الدودة
- زينة ضاهر - مارسلين، ماشا، غولياد، نيبتر (الصوت الأول) - الطبيبة أميرة
- جورج طويل - جايك (الموسم الثالث وما بعده)، تي في (الصوت الثاني)، لورد النار
- علاء زاعور - جايك (الموسم السابع وما بعده)
- عبدو حكيم - فين (الموسم الثالث وما بعده)، أحد حراس الموز
- رالين داغر - أميرة العلكة (الموسم الرابع وما بعد) - سويبي - ستيفاني (الصوت الأول)
- سيلينا شويري - ليمون هوب - حفيدة جيك
- حسن مهدي - نيبتر (الصوت الثاني)، الرجل العادي، امير العلكة
- شربل ايوب - ليمون غراب (الصوت الثاني) - ديمو (حارس المصنع الذي صنع فيه بيمو) - صانع بيمو
- فادي الرفاعي
- جورج أبو سلبي
- رنا الرفاعي أحد دببة الحفلات
- ريتشارد ياني اصوات إضافية
- عماد فغالي اصوات إضافية
- فادي الرفاعي اصوات إضافية
- توفيق شهاب الرجل العادي (الصوت الثاني)
- ميرنا الحسيني بيشن (الصوت الأول)، تيفاني (الصوت الثاني)
- جيهان الملا أغنية البداية والنهاية

## وصلات خارجية
- وقت المغامرة على موقع IMDb (الإنجليزية)
- وقت المغامرة على موقع ميتاكريتيك (الإنجليزية)
- وقت المغامرة على موقع روتن توميتوز (الإنجليزية)
- وقت المغامرة على موقع نتفليكس (الإنجليزية)
- وقت المغامرة على موقع ميوزك برينز (الإنجليزية)
- وقت المغامرة على موقع قاعدة بيانات الأفلام العربية
- وقت المغامرة على موقع فيلمافينيتي (الإسبانية)
- وقت المغامرة على موقع كينوبويسك (الروسية)
- وقت المغامرة على موقع ألو سيني (الفرنسية)
- وقت المغامرة على موقع ميوزك برينز (الإنجليزية)
- الموقع الرسمي على كرتون نتورك بالعربية.